# Ourville-en-Caux

Ourville-en-Caux este o comună în departamentul Seine-Maritime, Franța. În 1 ianuarie 2022 avea o populație de 1.092 de locuitori.